# Oscar Aagaard
Oscar Aagaard (4. juli 1855 i Sandefjord – 1936) var en norsk forfatter. Han var oprindelig uddannet som forretningsmand, begyndte 36 år gammel at skrive og vakte opmærksomhed med en af sine første fortællinger, Underlige fyre (1894), som er præget af en jævnt naturlig iagttagelsesevne. Senere forsøgte han sig en del i satirisk samfundsskildring; med sine meget harmløse, humoristiske soldaterskildringer (Kaptein Heire og hans gutter (1898) og Martin Ligeglads meriter (1899)) gjorde han adskillig lykke blandt publikum, og i et folkeskuespil om samme emne, som blev opført på Centralteatret i 1906, forfulgte han denne succes. En mere alvorlig roman var Arboe & søn (1900).
Oscar Aagaard var bror til præsten og forfatteren Gustav Aagaard (1852–1927).

## Værker
- Paa Streiftog (1893)
- Underlige fyre (1894)
- Fru Junos salon (1895)
- Farlige farvande (1896)
- Kaptein Heire og hans gutter (1898)
- Martin Ligeglads meriter (1899)
- Arboe & søn (1900)
- Kakerlaker (1904)
- Kongen i kjælderen (1906)
- Hjertets Melodier (1908)